# Estação Ferroviária de Juazeirinho
A Estação Ferroviária de Juazeirinho é uma estação ferroviária localizada no município de Juazeirinho, Paraíba. Inaugurada no ano de 1957, em cerimônia que contou com a presença do ex-presidente Juscelino Kubitschek.
A referida estação integrava o ramal de Campina Grande, que inicialmente partia desde Itabaiana até a cidade de Campina Grande e depois de concluída a ligação entre Sousa-Pombal, Pombal-Patos e Patos-Campina, ligou-se com o Ceará.

## Histórico
O ramal de Campina Grande, do qual a Estação de Juazeirinho fazia parte, partia da ferrovia da Great Western, que ligava Recife a Natal. O ramal da Paraíba foi prolongado de Sousa até Patos, em 1944 e em 1958, completou a ligação férrea entre o Ceará e a Paraíba ou Pernambuco.
O trecho entre Campina Grande e Patos foi aberto em 1958, mas os trens já cruzavam a região antes disso, assim como a Estação Juazeirinho, construída pela Rede Ferroviária do Nordeste (RFN), por meio da empresa Camilo Collier Ltda, a estação encontra-se atualmente abandonada. foi inaugurada em 1957. Mesmo após a privatização da Rede Ferroviária Federal em 1997, a Estação de Juazeirinho continuou aberta, sendo uma das estações da Companhia Ferroviária do Nordeste (CFN), sendo fechada no ano de 2007 e entregue ao Departamento Nacional de Estradas de Rodagem (DNIT), que de facto não apropriou-se do imóvel, permanecendo abandonado desde então.
Após a apropriação pelo DNIT e consequente abandono, a prefeitura do município mostrou interesse na recuperação do prédio histórico, a fim de preservar a memória do local e servir de Casa da Cultura, contudo, não obteve êxito.

## Localização
A estação, que além do prédio principal contava com uma casa do agente e um girador ferroviário, foi construída ao lado da zona urbana de Juazeirinho, e situava-se à altura do quilômetro 309 do Ramal de Campina Grande (de bitola métrica). Tinha como estações próximas a de João Leite (Estaca Zero) e a de Soledade.